# Hybometopia starcki
Hybometopia starcki är en skalbaggsart. Hybometopia starcki ingår i släktet Hybometopia och familjen långhorningar.

## Underarter
Arten delas in i följande underarter:
- H. s. starcki
- H. s. ivani